# Lawrence Shields (Politiker)
Idus Lawrence Shields (* 1. Juli 1894 in Thomson, McDuffie County, Georgia; † 9. Oktober 1976 in Columbus, Georgia) war ein US-amerikanischer Politiker (Demokratische Partei).

## Leben
Shields ist der Sohn von Wiley Octavious Shields (1847–1916) und Georgia Anna Shields (1854–1911) und wuchs mit mehreren Geschwistern auf. Im Mai 1911 machte er seinen Abschluss an der Thomson High School. Nach dem Eintritt der Vereinigten Staaten in den Ersten Weltkrieg, trat Shields im April 1918 seinen Dienst im Special Training Detachment an der University of Georgia in Athens an. Im Juli 1918 wurde er nach Camp Meade in Maryland transferiert und noch im selben Monat von Philadelphia, Pennsylvania über Romsey und Southampton in England nach Le Havre in Frankreich verschifft. Dort diente er als Private in der Company E des 304th Ammunition Train und kämpfte in der Maas-Argonnen-Offensive.
Ab den 1920er Jahren wurde er in Columbus, Georgia im Theatergeschäft tätig. In den 1940er Jahren gehörte er als Demokrat dem Repräsentantenhaus von Georgia an.
Ab 1952 gehörte er der Columbus City Commission an. Im gleichen Jahr übte er unter Bürgermeister B. F. Register das Amt des Bürgermeisters pro tempore aus. Im Jahr 1953 bekleidete Shields dann selbst das Amt des Bürgermeisters von Columbus.
Shields war Baptist, Freimaurer und Mitglied der Amerikanischen Legion. Aus seiner 1928 geschiedenen Ehe ging eine Tochter hervor. 1930 heiratete er erneut. Aus dieser Ehe gingen zwei Töchter hervor. Shield starb am 9. Oktober 1976 im Alter von 82 Jahren im St. Francis Hospital in Columbus in Folge eines akuten Koronarverschlusses. Am 11. Oktober wurde er auf dem Park Hill Cemetery in Columbus beigesetzt.